# ダニシェフスキージエン
ダニシェフスキージエン (Danishefsky's diene) は、trans-1-メトキシ-3-トリメチルシロキシ-1,3-ブタジエン構造を持つジエンの総称である。ダニシェフスキー–北原ジエンとも呼ばれる。β-アルコキシ-α,β-不飽和ケトンのシリルエノールエーテルである。
1974年にサミュエル・ダニシェフスキーと北原武によって報告された。2つの電子供与性基を持つため、HOMO（最高被占軌道）のエネルギー準位が高い。そのため、ディールス・アルダー反応において非常に高い反応性を持ち、電子求引性基を持つジエノフィルと室温程度の温和な条件でも反応する。
この反応の生成物はβ-アルコキシシクロヘキサノンのシリルエノールエーテルであり、この構造を足がかりとしてさらに各種の反応を適用して合成を行うことが可能である。また、アルデヒドのカルボニル基とのヘテロ・ディールス・アルダー反応により2,3-ジヒドロ-4H-ピラン-4-オンが得られ、この骨格を持つ化合物の合成法として重要である。そのため、各種の天然物合成などに利用されている。
ダニシェフスキージエンは trans-4-メトキシ-3-ブテン-2-オンに対し、塩化亜鉛とトリエチルアミンの存在下にクロロトリメチルシランを作用させることによって得られる。